# Jacques-Louis Delpal
Jacques-Louis Delpal, né le 4 décembre 1934 à Asnières, est un auteur et photographe français.

## Éléments biographiques
Jacques-Louis Delpal a écrit et souvent illustré de ses photographies une cinquantaine d’essais, guides culturels, « beaux livres » et livres pratiques concernant Paris et plusieurs régions de France, l’univers de la vigne et du vin.
Certains de ses textes sont aux normes de collections grand public ou relèvent du « pratique », tandis que d’autres adoptent un ton personnel. Dans les années 2000, il consacre plusieurs ouvrages à l’Alsace et à la Forêt-Noire, aux Vosges, notamment aux vallées des Vosges alsaciennes, au vignoble alsacien, aux accords des vins et des mets (thème qu’il explora l’un des premiers, peu après Jacques Puisais).
Parmi les régions auxquelles il s’est attaché : l’Alsace (il y fut parrainé par Germain Muller), la Forêt-Noire et les environs de Fribourg-en-Brisgau, le département de l’Aube et Troyes, le Nord-Pas-de-Calais, le Val de Loire, le Pays basque, le Lyonnais et le Beaujolais.
S’intéressant plus particulièrement au tourisme culturel, à la gastronomie et à la viticulture, Jacques-Louis Delpal présida depuis l’origine jusqu'en 2016 l’association Saveurs de France-Saveurs d' — inactive depuis 2017 — et dont l’un des vice-présidents était le journaliste Pierre Bonte. 
Il préside actuellement  l’association AAAAA, ou 5A, Association amicale des amateurs d'andouillette authentique que coprésident Vincent Ferniot et Christophe Thierry. 
Très utilisés, parfois en montages, pour le site de cette association (en reconstruction début 2025) et pour les pages Facebook et Instagram le doublant, les reportages photographiques qu’il réalise depuis la fin des années 1970 (paysages, portraits de cuisiniers et d'artisans des métiers de bouche, architectures, produits alimentaires, mets, notamment charcutiers) ont été avant tout destinés à l’illustration de ses ouvrages. Plusieurs de ses photographies de la région Hauts-de-France ont été reproduites en cartes postales.
Ses livres ont été publiés par plusieurs éditeurs nationaux (Larousse, Livre de poche-Hachette, Casterman, Sélection du Reader's Digest, Nathan, La Martinière, Parigramme, Favre, Arthaud, Minerva, Artemis) et régionaux (La Nuée bleue). Une quinzaine de ces ouvrages ont été traduits en anglais, allemand, néerlandais, espagnol et italien.

### Du journalisme à l'édition
À sa sortie du centre de formation des journalistes (CFJ), Jacques-Louis Delpal s’est d’abord tourné vers le journalisme écrit. Il a collaboré régulièrement à de grands quotidiens et magazines, a tenu la chronique gastronomique du mensuel Lui.
Familier des milieux du show business et de la nuit, il a débuté dans l’édition avec Lettre aux Idoles et Paris la Nuit, petit best-seller du début des années 1970, édité par  Jean-Louis Gouraud. Ils furent suivis par un ouvrage consacré aux travestis (« interdit de vitrine » peu avant que disparaissent brutalement les interdits) et par Paris Bleu tendre, guide de la nuit gay et lesbienne d’un ton inédit pour l’époque.
Plusieurs de ses premiers ouvrages, dont l'Ultra-Guide de Cannes, furent illustrés et mis en page par Roman Cieslewicz, illustrateur et graphiste novateur des années 1960-1970 (certains des posters liés aux livres et les couvertures commandés à l’artiste, d’origine polonaise, furent présentés lors de l’importante exposition Ciezlewicz du Centre Georges-Pompidou).
Delpal s’est totalement consacré à l’édition, en tant qu’auteur et, souvent, directeur de collection, depuis que Bernard de Fallois lui confia une collection de guides au Livre de poche. Après avoir publié de nombreux ouvrages au sein d’Hachette, il fut appelé chez Nathan : les « Guides couleurs Delpal », édités par cette maison d’édition à partir de 1980, furent les premiers qu’il illustra de ses photographies, pour tout ou partie.
Depuis la fin des années 1990, il fait alterner les ouvrages consacrés au vin (notamment aux « accords » avec les mets, aux éditions Artemis) et ceux dédiés à l’univers rhénan (Alsace, massif des Vosges, Rhin, Forêt-Noire, aux éditions DNA-Nuée bleue et éditions Jérôme Do.Bentzinger). 
Il a piloté le site de Saveurs de France (association délaissée en 2017) et maintient celui de l'AAAAA (apport d'infos et de photos constants jusqu'au premier semestre 2O24). Le décès suite AVC de son ami Arnaud Mandard, membre de la "5A" chargé d'un transfert d'hébergement, et seul détenteur à ce moment d'un mot de passe essentiel, oblige à une totale reconstruction de ce site, très fourni, agencé en plusieurs pages (renaissance prévue au printemps 2025). 
En 2017, un hommage amical lui a été rendu, notamment par des restaurateurs et hôteliers alsaciens, à l’occasion de la remise de la médaille de la ville de Strasbourg par le maire de Strasbourg, Roland Ries.

## Ouvrages
- 1967. Lettres aux Idoles, éditions de la Pensée moderne (Grancher)
- De 1968 à 1973. Série Ultra-Guides aux éditions Gouraud :

Ultra-Guide de Paris la nuit (5 éditions), Ultra-Guide de Cannes, Ultra-Guide des sports d'hiver
Couverture, maquette et illustrations de Roman Cieslewicz
Paris Bleu-Tendre  Couverture (première édition) de Roman Ciezlewicz
Les Travestis  (traduit en espagnol) Couverture de Roman Cieslewicz
- De 1972 à 1979. Éditions Jeune Afrique, collection Guides d'Aujourd'hui :

Paris, Aquitaine, Val de Loire, Bourgogne
Traduits en anglais, en allemand, en italien.
- De 1972 au début des années 1980, éditions Larousse:

Série : Beautés de la France (gros fascicules réunis en albums)
Traductions en plusieurs langues. Série rééditée par France-Loisirs
- De 1972 au début des années 1980, éditions Larousse:

Série : Beautés de la France (gros fascicules réunis en albums)
Traductions en plusieurs langues. Série rééditée par France-Loisirs
- 1973. Guide de la Côte d'Azur, éditions Stock
- 1975-1980. Collection Guides Delpal, éditions Hachette Livre de poche, réalisée en coopération avec les Guides Bleus pour certains titres. 17 ouvrages de 200 à  600 pages :

Pays basque, Gironde/Landes, Paris, Corse, Normandie, Alsace/Vosges,Paris Jour et Nuit, Versailles, Provence/Côte d'Azur, Val de Loire, Alpes, Lyon/Rhône    ,Grèce,    Londres, Tunisie, Iles Baléares, Espagne
- 1979. Guide Culturel de la France, éditions Nathan

Ouvrage encyclopédique d’environ 1000 pages (coordinateur et rédacteur principal)
- 1981-1990. Collection Guides couleur Delpal, éditions Nathan:

Paris, Alsace, Val de Loire, Languedoc-Roussillon, Provence, Corse, Côte d'Azur
Participation en tant que directeur de collection :
Grèce (Jacques Renoux), Bretagne (Anne-Marie Beuzen), Auvergne, Pays-Basque-Béarn (Pierre Minvielle), Poitou-Charentes  (Jean-Louis Rieupeyrout)
Ouvrages traduits en anglais et en néerlandais
- 1989. Saveurs de France éditions Nathan

« Beau Livre », avec la collaboration amicale de grands chefs français et étrangers, photos de Pierre Cabannes
- 1990-1991 Guides Arthaud, Pays basque; Aquitaine; Provence; Côte d'Azur, Certains de ces guides traduits en espagnol
- 1990-1996. Série de gros albums sur les régions, leur patrimoine et leur vie, « Beaux Livres » fortement illustrés, éditions Nathan, puis éditions De la Martinière:

Alsace, Aquitaine (Grand prix du tourisme), Val de Loire, Champagne, Lyonnais Beaujolais, Nord-Pas-de-Calais
- 1996. Promenade gourmande à Paris, éditions Casterman

Ouvrage traduit en anglais (Royaume-Uni) et en "anglo-américain" (États-Unis)
- 1996. Mémoire de Paris Collection "Mémoire”, éditions Nathan-de La Martinière :

Florilège de textes littéraires et historiques
- 1996. Saveurs d'Alsace, éditions de la Martinière-Minerva
- 1996-1997. Guide Paris, Guide Alsace, éditions de La Martinière-Minerva

Reprises actualisées d'ouvrages parus chez Nathan
- 1997. Le Pays basque, vie, art et traditions, éditions Minerva
- 1997. 24 heures de Paris, éditions Parisgramme

Parution parallèle de traductions en anglais (Royaume-Uni) et en « anglo-américain » (États-Unis)
- 1998. Accords Gourmands, Sélection du Reader's Digest
- 1998. Les meilleurs restaurants de Paris Parigramme
- 1998. Anthologie du Val de Loire (florilège de textes littéraires), Éditions Favre
- 1999. Marier les vins et les mets, édition non illustrée au format poche, éditions Proxima
- 1999 L'Accord des vins et des mets, version du même ouvrage augmentée et illustrée, éditions Proxima
- 1999.Aube, Saveurs et Couleurs, éditions Paton
- 2002. Mets et Vins, l’Encyclopédie des accords, éditions Proxima-Artémis
- 2003. Fromages et Vins, éditions Artémis
- 2004. Les vins d'Alsace, éditions Artémis  (ISBN 978-2844162502)
- 2004 Un plat, des Vins, éditions Artémis
- 2004. La Route Verte, éditions DNA La Nuée bleue, 280 pages  (ISBN 2-7165-0619-1)

Traduction en allemand par Hubert Matt-Wilmatt et Beate Kierey : Die Grüne Strasse, éditions DNA La Nuée bleue, 280 pages   (ISBN 2-7165-0633-7)
- 2005. Des Mets et des Vins, éditions Artémis
- 2006. Le Vin à table, éditions Artémis
- 2007. Saveurs d’Alsace, Plaisirs des Vosges, éditions La Nuée bleue (DNA) : Textes concernant les Vosges alsaciennes et divers aspects de l'Alsace ; photos de paysages et portraits ; important chapitre Recettes et récits du maître-cuisinier Gérard Goetz, concernant plus particulièrement Fouday et le Ban de la Roche.
- 2008. Le Vin à table, nouvelle présentation, texte très augmenté et actualisé, photos inédites, éditions Artémis, 272 pages  (ISBN 978-2-84416-697-5)
- 2010. Au fil du Rhin, reportage et textes, photos aériennes de Frantisek Zvardon, éditions DNA La Nuée bleue, 160 pages  (ISBN 978-2-7165-0778-3)
- 2010. Am Rhein Entlang, texte de l'ouvrage précédent, traduit en allemand et adapté par Hubert-Matt Wilmatt, même illustration, éditions DNA La Nuée bleue, 160 pages  (ISBN 978-2-7165-0762-2)
- 2012. Hautes-Vosges Haute-Alsace, Altitude Fermes-Auberges, texte, nombreuses photos récentes, Jérôme Do Bentzinger éditeur, 128 pages  (ISBN 978-2-8496-0292-8)
- 2013. Le Vin à table, réimpression (corrections mineures), éditions Artémis  (ISBN 978-2-8160-0480-9)
- 2013. Julien, l'univers et les recettes de Gérard Goetz. Textes et une centaine de photos (paysages de Haute-Bruche, personnes), les recettes du restaurant Julien étant illustrées de photos de plats par Marcel Ehrhard, éditions La Nuée bleue, 176 pages  (ISBN 978-2-7165-0831-5)
- 2014. Le Vin à table -Encyclopédie des accords. Nouvelle version (textes actualisés, photos inédites, sélection vins) de l'ouvrage suivi avec les éditions Artemis depuis 2002  (ISBN 978-2-8160-0480-9).